# اس‌ام یو-۹۶
اس‌ام یو-۹۶ (به انگلیسی: SM U-96) یک زیردریایی است که طول آن 70.60 m (overall) می‌باشد. این زیردریایی در سال ۱۹۱۷ ساخته شد.